# Bdallophyton
Bdallophyton är ett släkte av tvåhjärtbladiga växter. Bdallophyton ingår i familjen Cytinaceae.
Kladogram enligt Catalogue of Life:
| Bdallophyton | \| \| Bdallophyton americanum \| \| \| \| \| \| Bdallophyton andrieuxii \| \| \| \| \| \| Bdallophyton oxylepis \| \| \| \| |
|              | \| \| Bdallophyton americanum \| \| \| \| \| \| Bdallophyton andrieuxii \| \| \| \| \| \| Bdallophyton oxylepis \| \| \| \| |
|              | Cytinus |
|              | |
|              | Bdallophyton americanum |
|              | |
|              | Bdallophyton andrieuxii |
|              | |
|              | Bdallophyton oxylepis |
|              | |

|  | Bdallophyton americanum |
|  |                         |
|  | Bdallophyton andrieuxii |
|  |                         |
|  | Bdallophyton oxylepis   |
|  |                         |